# Filidowie
Filidowie (irl. l. poj. fili, l. mn. filid) – członkowie uprzywilejowanej kasty wysoko wykształconych poetów i wróżbiarzy w Irlandii. Tytuł fili był często dziedziczony w rodzinie. Uzyskanie go wymagało jednak długich lat studiów, obejmujących pamięciową naukę setek opowieści, wierszy i genealogii. 
Istniało siedem rang filidów, z których najwyższą był ollamh. Nie ograniczali się do układania i przekazywania pięknych tekstów. Pełnili funkcje kapłańskie, byli historykami, wróżbiarzami i rozjemcami.
Początkowo termin fili był używany w bardzo podobnych kontekstach, co określenie bard. Jednak z końcem X wieku słowo bard wyszło z użycia, a tytuł fili zaczął być używany na określenie poetów, strażników tradycji, uczonych. Filidom przypisywano nawet możliwość władania nadnaturalnymi mocami, co zbliżało ich do przedchrześcijańskich druidów. Jednak nie było wyraźnego konfliktu między hierarchią kościelną a hierarchią filidów.

## Hierarchia filidów
Według księgi Crith Gabhlach kształcenie filida trwało dwanaście lat i obejmowało siedem stopni:
1. fochluc (od irl. fochlacán "gałązka przetacznika") - uzyskiwany w drugim roku nauki, posiadacz tego stopnia musiał umieć wyrecytować z pamięci 30 tekstów;
2. mac fuirmid (od irl. fuirmithir "zasadzić") - w trzecim roku;
3. dos (irl. "młode drzewo") - w czwartym roku;
4. cana (irl. "młode zwierzę") - w piątym roku;
5. cli (od irl. cleith "filar, podpora" lub "jabłoń") - w szóstym roku;
6. anruth (irl. "szlachetny strumień") - w dziewiątym roku;
7. ollam(h) (irl. "mistrz, erudyta") - najwyższy tytuł zyskiwany po dwunastu latach i przejściu egzaminów, ollamh był zobowiązany opanować pamięciowo 350 tekstów do recytacji.

Ollamowi przysługiwało prawo noszenia złotej craeb-ciuil (gałązki z dzwoneczkami, symbolu poezji i mądrości), anruth mógł nosić srebrną, pozostali filidowie od czwartego stopnia w hierarchii - brązowe.

## Opowieści filidów
Teksty recytowane przez filidów dzieliły się na dwie główne grupy: teksty główne (prím-scéla) i teksty uzupełniające (fo-scéla). Spośród 350 tekstów, jakie znał ollamh 250 to były teksty główne, zaś 100 to teksty uzupełniające. Do dziś dnia zachowała się drobna część tych opowieści. Dotrwały jednak do naszych czasów szerokie spisy tytułów tych historii. Listy te klasyfikowały teksty według pierwszych słów ich tytułów na:
1. Togla (irl. "zniszczenia"),
2. Tána (irl. "gonienie bydła"),
3. Tochmarca (irl. "zaloty"),
4. Catha (irl. "bitwy"),
5. Uatha (irl. "jamy, jaskinie"),
6. Immrama (irl. "wyprawy"),
7. Aite (irl. "śmierci"),
8. Fessa (irl. "święta"),
9. Forbasa (irl. "oblężenia"),
10. Echtrai (irl. "podróże z przygodami"),
11. Aitheda (irl. "ucieczki miłosne"),
12. Airgne (irl. "pogromy"),
13. Tomadmann (irl. "wybuchy"),
14. Slúagaid (irl. "ekspedycje"),
15. Tochomlada (irl. "migracje"),
16. Físi (irl. "wizje"),
17. Serca (irl. "historie miłosne").

Współcześnie jednak wśród badaczy literatury irlandzkiej przeważa następująca klasyfikacja tematyczna:
1. historie mityczne,
2. historie bohaterskie,
3. historie królewskie,
4. historie o Finnie,
5. historie romantyczne.

Z tradycji historii przekazywanych przez filidów, zwłaszcza tych o Finnie, wywodzą się ballady osjańskie.